# Alessandro Jacovoni
Alessandro Jacovoni (* 29. August 1932 in Rom; † 20. Dezember 1993 ebenda) war ein italienischer Filmproduzent.
Jacovoni finanzierte einige Filme zwischen 1955 und 1967; fälschlicherweise wird ihm oft die Regie des Mondofilmes Sex, Musik und heiße Nächte (Universo di notte) aus dem Jahr 1962 zugeschrieben, der tatsächlich aber von Giuliano Montaldo, Gian Luigi Polidori und Giulio Questi gedreht wurde.

## Filmografie (Auswahl)
- 1960: Die lange Nacht von 43 (La lunga notte del '43)
- 1961: Romulus und Remus (Romolo e Remo)